# Lesbian Nation
Lesbian Nation: The Feminist Solution (en español, La nación lesbiana: la solución feminista) es un libro publicado en 1973 por la escritora feminista lesbiana radical y crítica cultural Jill Johnston. El libro se publicó originalmente como una serie de ensayos presentados en The Village Voice desde 1969 hasta 1972.

## Resumen
En el libro, Johnston describe su visión del feminismo lésbico radical. Argumenta a favor del separatismo lésbico, escribiendo que las mujeres deberían hacer una ruptura total con los hombres y las instituciones capitalistas dominadas por ellos. Johnston también escribe que la heterosexualidad femenina es una forma de colaboración con el patriarcado. En un artículo de la Gay & Lesbian Review de 2007, Johnston resumió sus puntos de vista:

Una vez que entendí las doctrinas feministas, una posición separatista lesbiana parecía la posición más sensata, especialmente porque, convenientemente, yo era una persona L [quiere decir, lesbiana]. Las mujeres querían quitar su apoyo a los hombres –el «enemigo»– en un movimiento de reforma, poder y autodeterminación.

## Recepción
Becki L. Ross escribió el libro The House That Jill Built: A Lesbian Nation in Formation, donde analiza la historia del movimiento feminista lésbico.